# Limitador de corrent d'entrada

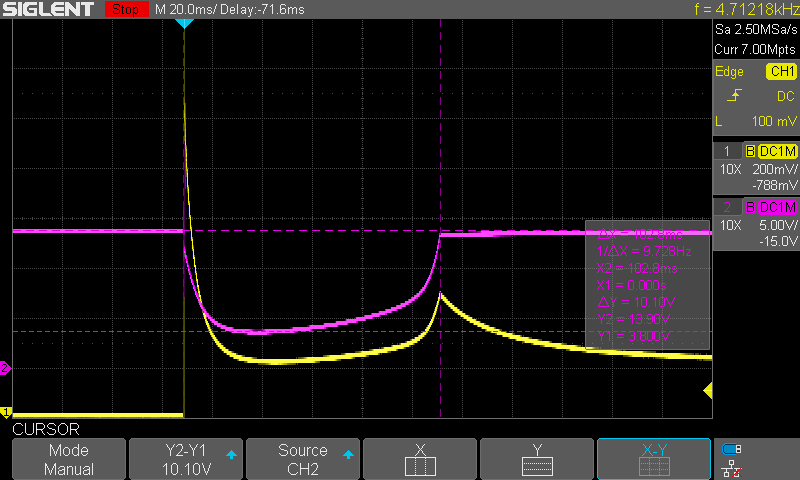
Aquest oscil·lograma mostra un circuit de límit de corrent de la font d'alimentació de banc que funciona amb la pujada d'entrada d'una petita làmpada incandescent. El corrent de la llum és de color groc, aproximadament 2 amperes/divisió vertical, la tensió d'alimentació és rosa, 5 volts/divisió. Durant una fracció de mil·lisegon, la làmpada intenta extreure unes sis vegades el seu corrent en estat estacionari. El circuit de protecció contra sobreintensitat de la font d'alimentació va reduir la tensió de sortida de 13,9 V fins a uns 3 volts per limitar el corrent i protegir la font d'alimentació. Després d'uns 100 mil·lisegons, el circuit de límit de corrent de replegament es restableix i la tensió torna al seu valor total: es produeix una petita sobrecàrrega addicional de corrent de la làmpada quan es restableix la tensió i, a continuació, la làmpada torna lentament al seu consum de corrent en estat estacionari de 2,3 amperes.

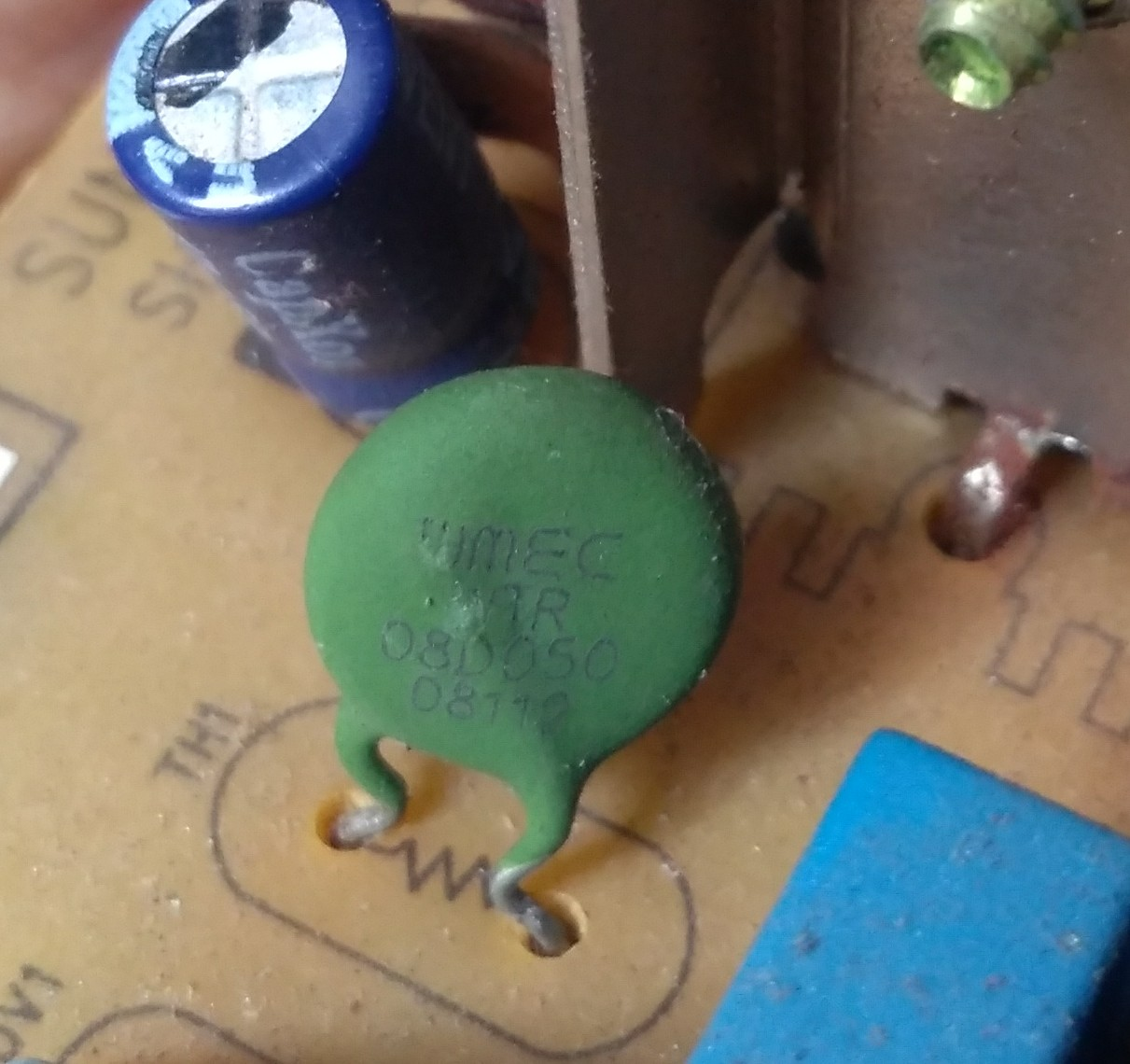
Un termistor NTC o un termistor de coeficient de temperatura negatiu (component en forma de disc verd) en una placa de circuit d'alimentació. Funciona com a limitador de corrent d'entrada. Inicialment, té una resistència més alta, que impedeix que flueixin corrents elevats a l'encesa. Però a mesura que s'escalfa, la seva resistència disminueix permetent que flueixin corrents més altes durant el funcionament normal.

Un limitador de corrent d'entrada és un component que s'utilitza per limitar el corrent d'irrupció per evitar danys graduals als components i evitar fusibles de fusibles o interruptors automàtics. Sovint s'utilitzen termistors de coeficient de temperatura negatiu (NTC) i resistències fixes per limitar el corrent d'entrada. Els termistors NTC es poden utilitzar com a dispositius limitadors de corrent d'entrada en circuits d'alimentació quan s'afegeixen en sèrie amb el circuit protegit. Presenten una resistència més gran inicialment, que impedeix que flueixin grans corrents a l'encesa. A mesura que el corrent continua fluint, els termistors NTC s'escalfen, permetent un flux de corrent més alt durant el funcionament normal. Els termistors NTC solen ser molt més grans que els termistors de mesura i estan dissenyats expressament per a aplicacions d'energia.

## Termistor
La resistència d'un termistor NTC és BAIXA a temperatures ALTES. Quan el circuit està tancat, la resistència del termistor limita el corrent inicial. Després d'un temps, el flux de corrent escalfa el termistor i la seva resistència canvia a un valor més baix, permetent que el corrent flueixi sense interrupcions. És inherentment impossible que el 100% de la tensió d'alimentació aparegui al circuit protegit, ja que el termistor ha de continuar dissipant potència (produint calor) per mantenir una resistència baixa. S'ha de tenir en compte la caiguda de tensió resultant de la resistència de funcionament i el consum d'energia del termistor.
- Els termistors limitadors de corrent d'entrada solen tenir forma de disc, amb un cable radial a cada costat.
- El maneig de la potència de la resistència NTC és proporcional a la seva mida.
- Les resistències NTC es classifiquen segons la seva resistència a temperatura ambient.

## Resistència fixa
Les resistències fixes també s'utilitzen àmpliament per limitar el corrent d'entrada. Aquests són inherentment menys eficients, ja que la resistència mai cau del valor necessari per limitar el corrent d'entrada. En conseqüència, generalment es trien per a circuits de menor potència, on el malbaratament addicional d'energia en curs és menor. Les resistències limitadores d'entrada són molt més barates que els termistors. Es troben a la majoria de làmpades fluorescents compactes (bombetes).

## Aplicacions
Una aplicació típica dels limitadors de corrent d'entrada es troba en l'etapa d'entrada de subministraments de commutació sense factor de potència corregit, per reduir la pujada inicial de corrent des de l'entrada de línia al condensador del dipòsit. L'aplicació més popular és la protecció contra l'entrada del corrent CA en fonts d'alimentació commutades (SPS). La raó principal per tenir la supressió del corrent de sobretensió en un SPS és protegir el rectificador de pont de díodes quan el condensador d'entrada o de càrrega es carrega inicialment. Aquest condensador consumeix un corrent important durant la primera meitat del cicle de CA i pot sotmetre els components en línia amb el condensador a un corrent excessiu. La resistència en sèrie equivalent inicial (ESR) del condensador proporciona molt poca protecció per al pont rectificador de díodes.